# Albrechtice u Českého Těšína

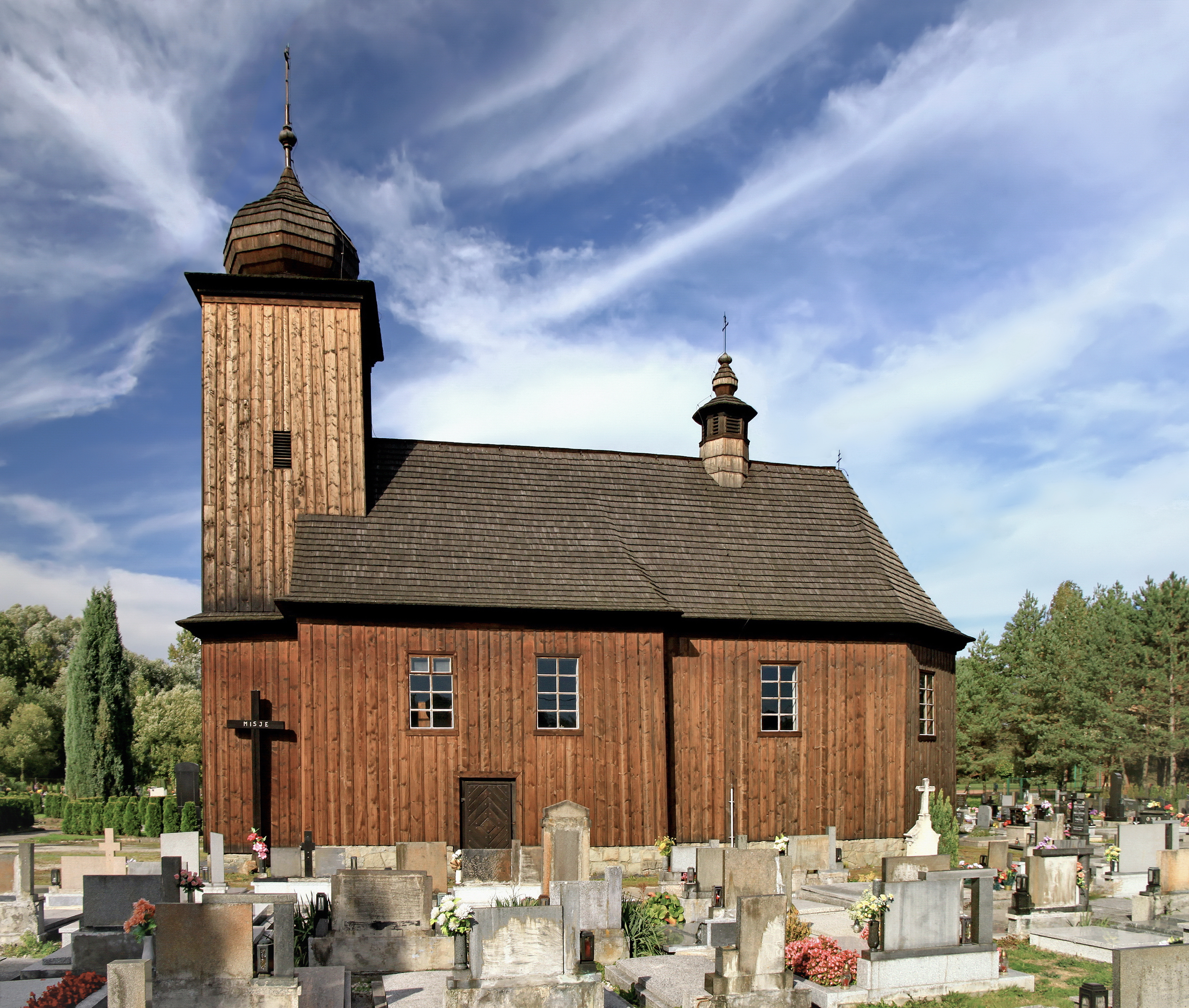
Kirche der Heiligen Apostel Petrus und Paulus

Albrechtice (deutsch Albersdorf, polnisch Olbrachcice) ist eine Gemeinde in Tschechien. Sie liegt acht Kilometer südlich von Karviná und gehört zum Okres Karviná.

## Geographie
Der Ort befindet sich unterhalb der Talsperre Těrlicko am linken Ufer der Stonávka mitsamt ihrem Zufluss Chotěbuzka am Rande des Ostrau-Karwiner Steinkohlenreviers. Nachbarorte sind Nový Svět, Důlský und Stonava im Norden, Paseky, Červenky, Pardubice und Chotěbuz im Osten, Stanislavice im Südosten, Dolní Těrlicko im Süden, Těrlicko, Pacalůvka und Životice im Südwesten sowie Horní Suchá im Westen.
Im Norden von Albrechtice befindet sich ein Bahnhof an der Bahnstrecke Český Těšín–Polanka nad Odrou. Weiterhin ist die Gemeinde durch mehrere Landstraßen angebunden.

## Geschichte
Albrechtice wurde 1447 erstmals urkundlich erwähnt. Zu dieser Zeit war das Dorf im Herzogtum Teschen Sitz einer Grundherrschaft und Pfarrort. Ab 1461 gehörte Albersdorf zum Besitz der Stadt Teschen und von 1693 an zur Herrschaft Karwin. 1828 entstand eine katholische Kirchenschule, die später zur Grundschule mit polnischem Sprachunterricht wurde.
Nach der Aufhebung der Patrimonialherrschaften war das Dorf zum politischen Bezirk Freistadt zugehörig.
Nach dem Münchner Abkommen wurde Olbrachcice 1938 polnisch, von 1939 bis 1945 gehörte Albersdorf als Teil des Landkreises Teschen zum Deutschen Reich. Nach Ende des Zweiten Weltkrieges kam der Ort an die Tschechoslowakei zurück und war bis zu dessen Auflösung im Jahre 1952 zum Okres Fryštát gehörig. Zwischen 1952 und 1960 war das Dorf Teil des Okres Český Těšín und kam dann zum Okres Karviná.
Die früher für die Region typischen Schrotholzhäuser sind nicht mehr vorhanden, die letzten beiden wurden in den 1970er Jahren abgetragen. Eine polygonale Scheuer aus Pardubice wurde in das Freilichtmuseum nach Rožnov pod Radhoštěm umgesetzt.

## Gemeindegliederung
Für die Gemeinde sind keine Ortsteile ausgewiesen. Zum Ort gehören u. a. die Siedlungen Bělehrad, Červenky, Pardubice, Důlský, Nový Svět und Pacalůvka.

## Bevölkerungsentwicklung
| Jahr      | 1869 | 1880 | 1890 | 1900 | 1910 | 1921 | 1930 | 1950 | 1961 | 1970 | 1980 | 1991 | 2001 | 2011 | 2021 |
| --------- | ---- | ---- | ---- | ---- | ---- | ---- | ---- | ---- | ---- | ---- | ---- | ---- | ---- | ---- | ---- |
| Einwohner | 1015 | 1070 | 1102 | 1155 | 1335 | 1387 | 1641 | 1602 | 2184 | 2559 | 3616 | 3904 | 4071 | 3795 | 3742 |

## Sehenswürdigkeiten
- barocke Schrotholzkirche am Friedhof, erbaut 1766 aus Eichenholz und verkleidet mit Holzschindeln
- Kapelle in  Pacalůvka, errichtet 1844
- katholische Kirche St. Peter und Paul aus dem Jahre 1938
- Denkmal an der Absturzstelle der polnischen Flugpioniere Stanisław Wigura und Franciszek Żwirko (beide † 11. September 1932), südlich des Ortes
- Windmühle

## Persönlichkeiten
- Jan Michejda (1853–1927), polnischer evangelischer Rechtsanwalt, Politiker, Nationalaktivist